# Viciria flavipes
Viciria flavipes là một loài nhện trong họ Salticidae.
Loài này thuộc chi Viciria. Viciria flavipes được Elizabeth Maria Gifford Peckham & George William Peckham miêu tả năm 1903.